# Château de Buoux
Le château de Buoux est un château situé au cœur du  massif du Luberon, en Vaucluse.

## Histoire
La possession des terres du château de Buoux, au Moyen Âge est mal définie. L'auteur René Bruni envisage qu'elles appartenaient à la famille Bot, des descendants de saint Mayeul, abbé de l'abbaye de Cluny au Xe siècle, qui auraient détenu parmi leurs biens les territoires de Castellet à Buoux. Par contre, des écrits, datant de 1326, attestent la possession de cette partie du département de Vaucluse par les comtes de Forcalquier, et plus précisément Guillaume de Forcalquier. Le début de la construction date du XVe siècle, de type médiéval. Même si le plan en « U » du bâtiment initial laisse à penser qu'il s'agit bien d'un édifice du Moyen Âge, son emplacement en fond de vallon, proche d'une route passante, fait supposer qu'il s'agissait plus d'une ancienne abbaye ou d'un lieu destiné au commerce.
Le 12 avril 1418, Bérenger de Forcalquier donne les terres de Buoux, dont le château, à son chambellan, Lancelot de Pontéves.
Le bâtiment, comme le parc, ont connu plusieurs phases d'améliorations. Ange 1er de Pontevès, à la fin du XIVe siècle, commença une première tranche d’agrandissement de grande ampleur, ajoutant trois ailes, suivi par Gabriel de Pontevès, au XVIe siècle. Une première série de travaux ultérieurs, datant de la fin du XVIe siècle a porté sur l'enceinte du domaine et sur les échauguettes, effectués par Pompée de Pontevès. Une seconde période de travaux, au cours du XVIIe siècle, a surtout fait évoluer l'espace intérieur du château. Au XVIIIe siècle, l'aménagement des ailes du château, plus modernes, est stoppée par la Révolution française,. En effet, Jean-François Elzéar de Pontavès prévoit des travaux, mais meurt sans descendance en 1725. Le château et les terres changent 2 fois de mains, en peu de temps, mais sans les fonds nécessaires pour poursuivre le projet. Après la Révolution Française, le château est racheté par Joseph Louis d'Anselme, le 1er avril 1812. Il restera dans cette famille jusqu'à la fin de la Seconde Guerre mondiale. Le 6 mai 1945, la propriété est rachetée par l'« Œuvre des colonies de vacances de Cavaillon », mais qui ne la conservera qu'à peine plus d'un an. En effet, la commune de Cavaillon reprend le château et son parc pour la somme de 1 100 000 francs, le 20 septembre 1946.
Le château est classé au titre des monuments historiques depuis le 3 septembre 1996.
Depuis 1987, le château est la propriété du parc naturel régional du Luberon. De nos jours, il accueille un centre de vacances du réseau Léo Lagrange, à vocation de découvertes et études de l'Environnement, pour des groupes scolaires et le centre régional de sauvegarde de la faune sauvage.

## Architecture
Le château, tel qu'il est connu actuellement comporte plusieurs bâtiments : une demeure seigneuriale, en forme de « U », et quatre bâtiments plus anciens, à l’extrémité est du logis principal. La situation des lieux a créé deux cours intérieures, au centre du « U », et entre les édifices anciens. Les différents changements de propriétaires, au cours de l'histoire du château, ont eu une influence sur son architecture. Sur une base de style médiéval de ses origines, les propriétaires suivants ayant fait des agrandissements et transformations ont bâti avec un style Renaissance. À la fin du XIVe siècle, Ange 1er de Pontevès fait construire l'aile d'entrée, à l'ouest, ainsi que l'aile de réception, au nord, et l'aile des appartements, à l'est. Il prévoit également un passage couvert, entre la cour principale, à l'ouest, et la cour secondaire, à l'est. Son descendant, Gabriel de Pontevès, fait réaménager les deux ailes principales, nord et est, en rectifiant les façades et aménageant les fenêtres. En plus du réaménagement de parc, vers 1590, Pompée de Pontevès s'attela au réaménagement des bâtiments anciens entourant la seconde cour. Au XVIIe siècle, Louis de Pontevès, marquis de Buoux, agrandit et embellit le château. Il aménage également de fastueux jardins à la française, en terrasses, avec un escalier monumental et sa fontaine à cascatelles. Au XVIIIe siècle, Jean-François Elzéar lance une campagne de reconstruction avec l'adjonction de l'aile XVIIIe qui ne sera jamais achevée. Actuellement (2022), le Parc naturel régional du Luberon y conduit une campagne de travaux d'aménagement et de restauration.

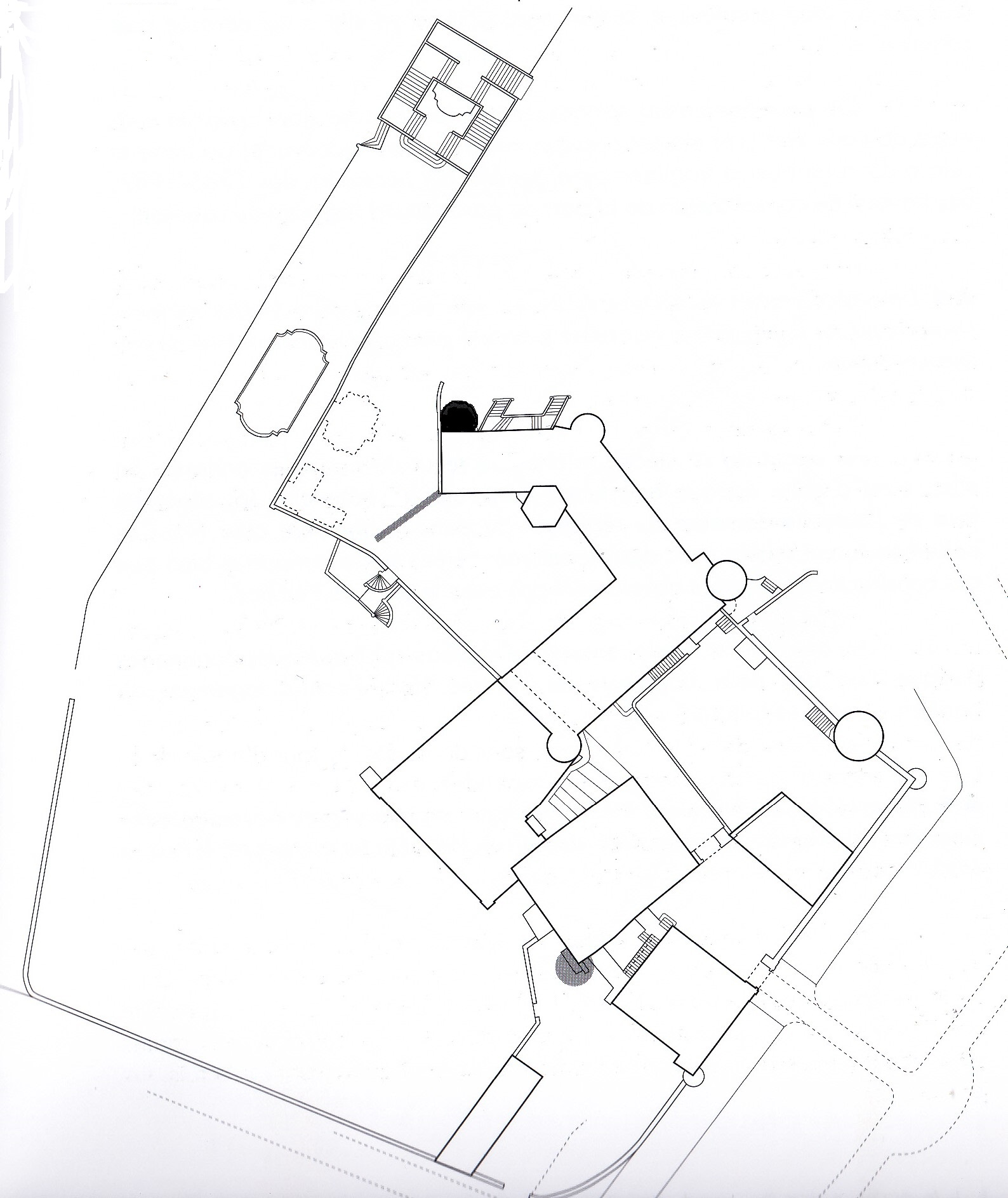
Plan général du château de Buoux et de ses terrasses.
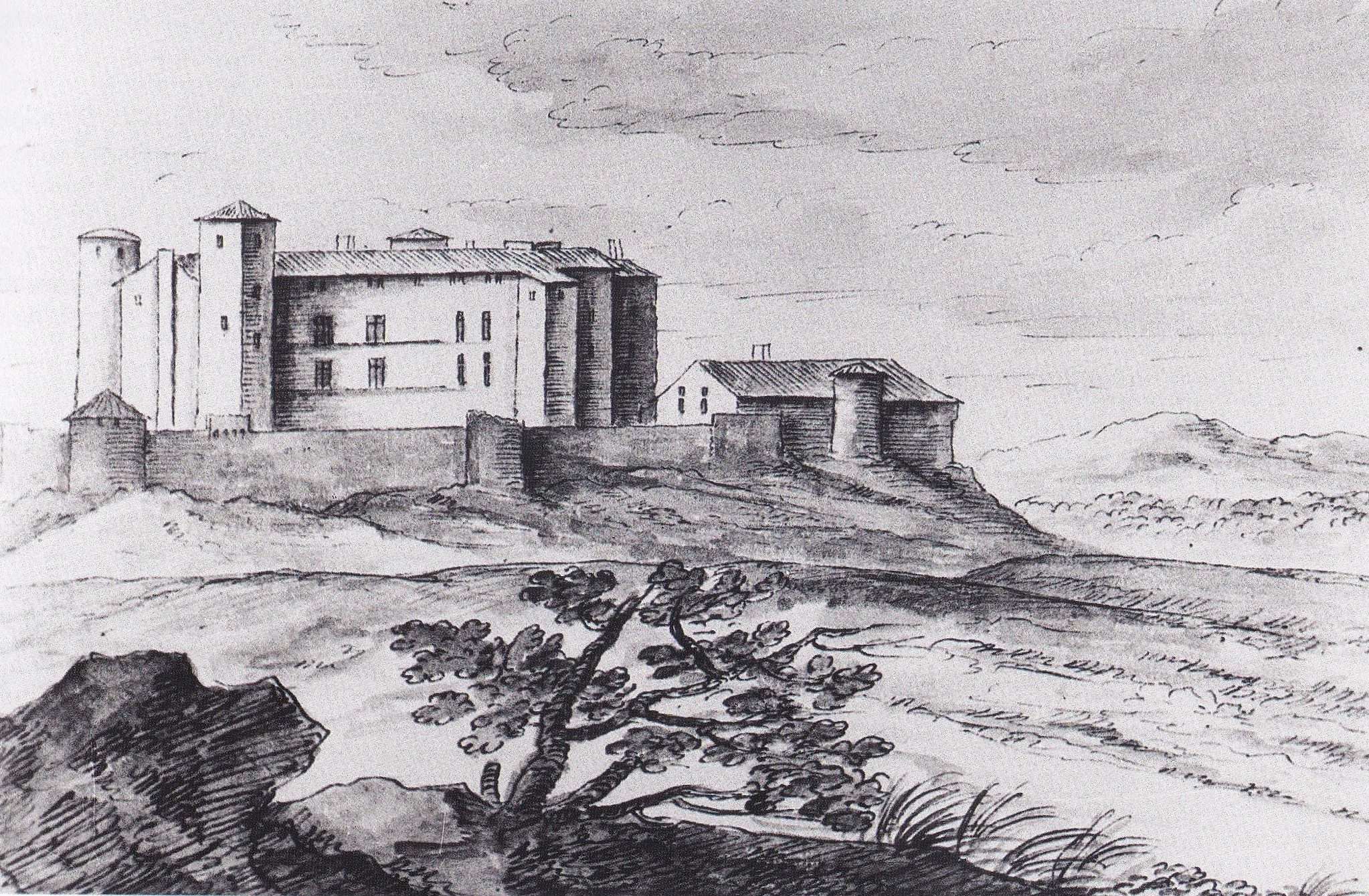
Dessin à l'encre du château de Buoux, datant du XVIe siècle.
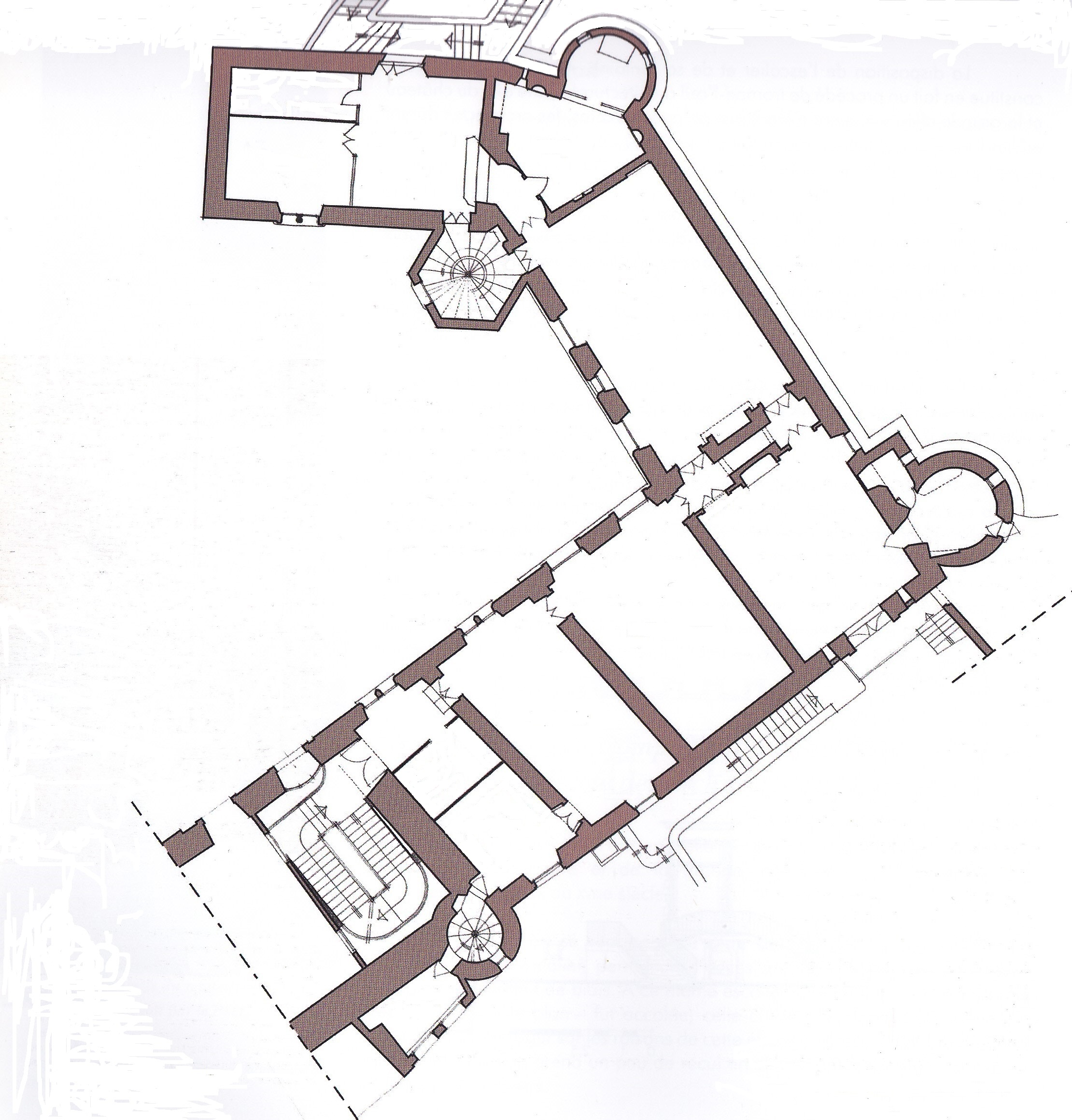
Plan du premier étage du château de Buoux.
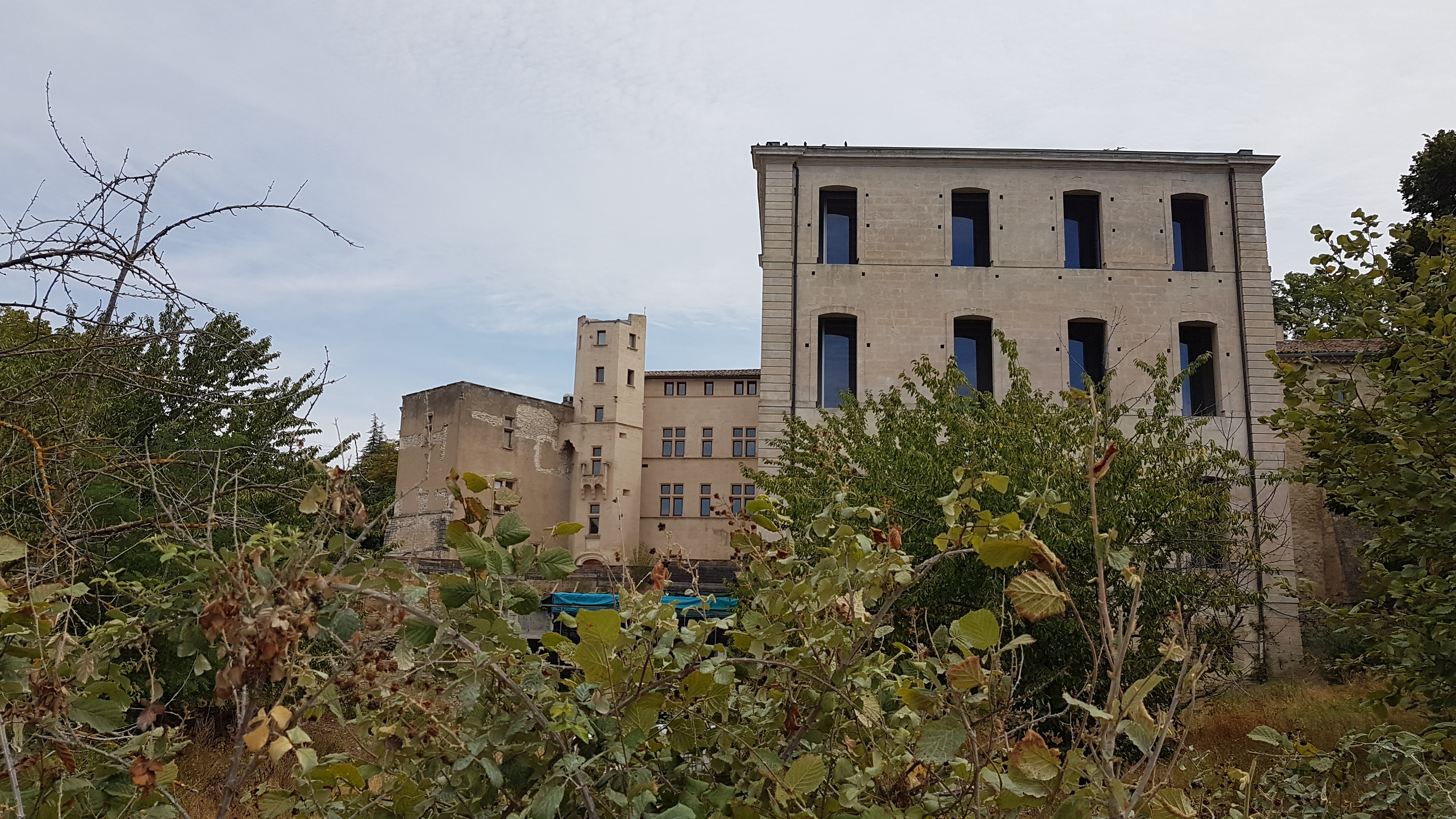
Château de Buoux, vue ailes
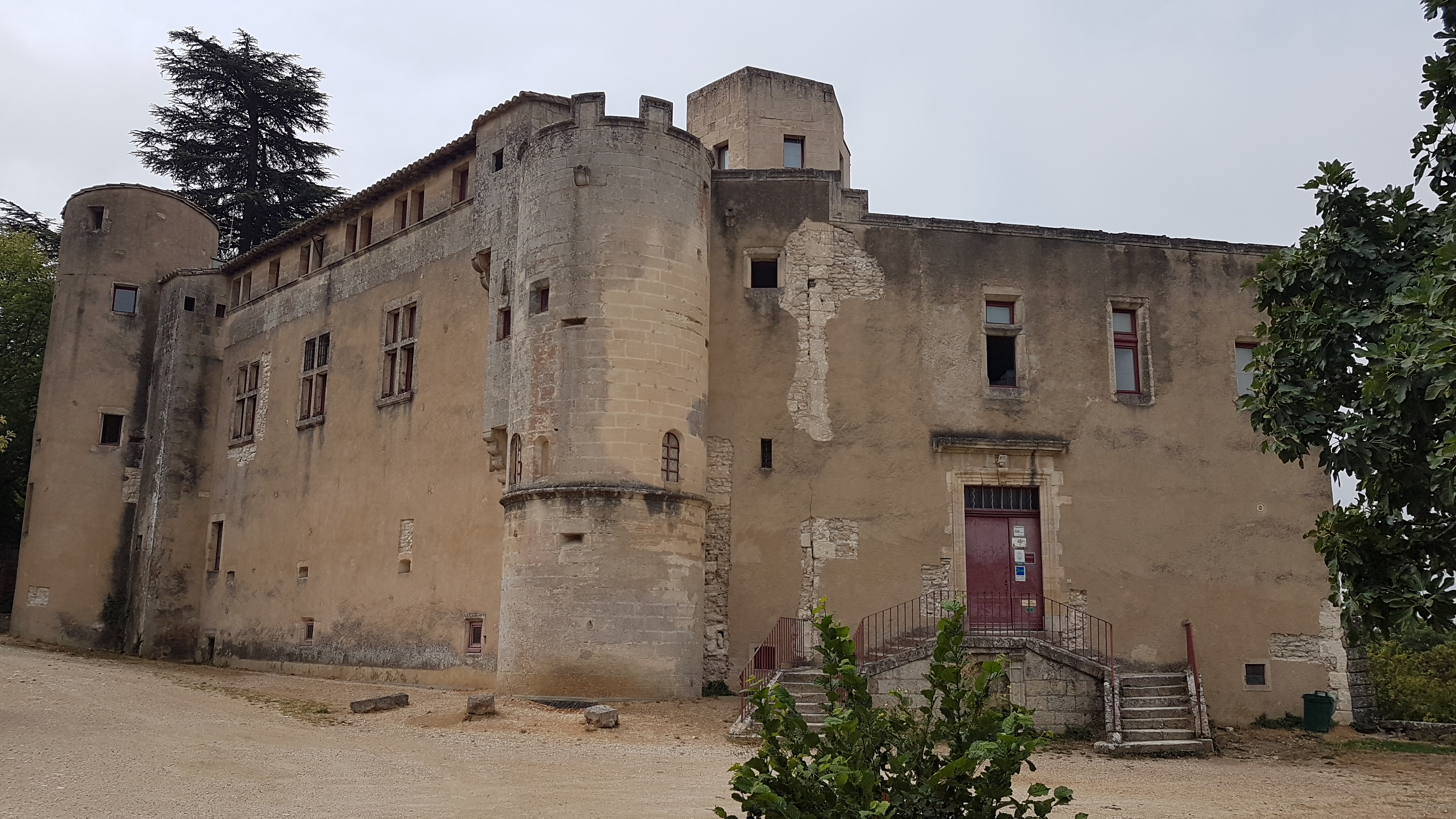
Château de Buoux, vue arrière
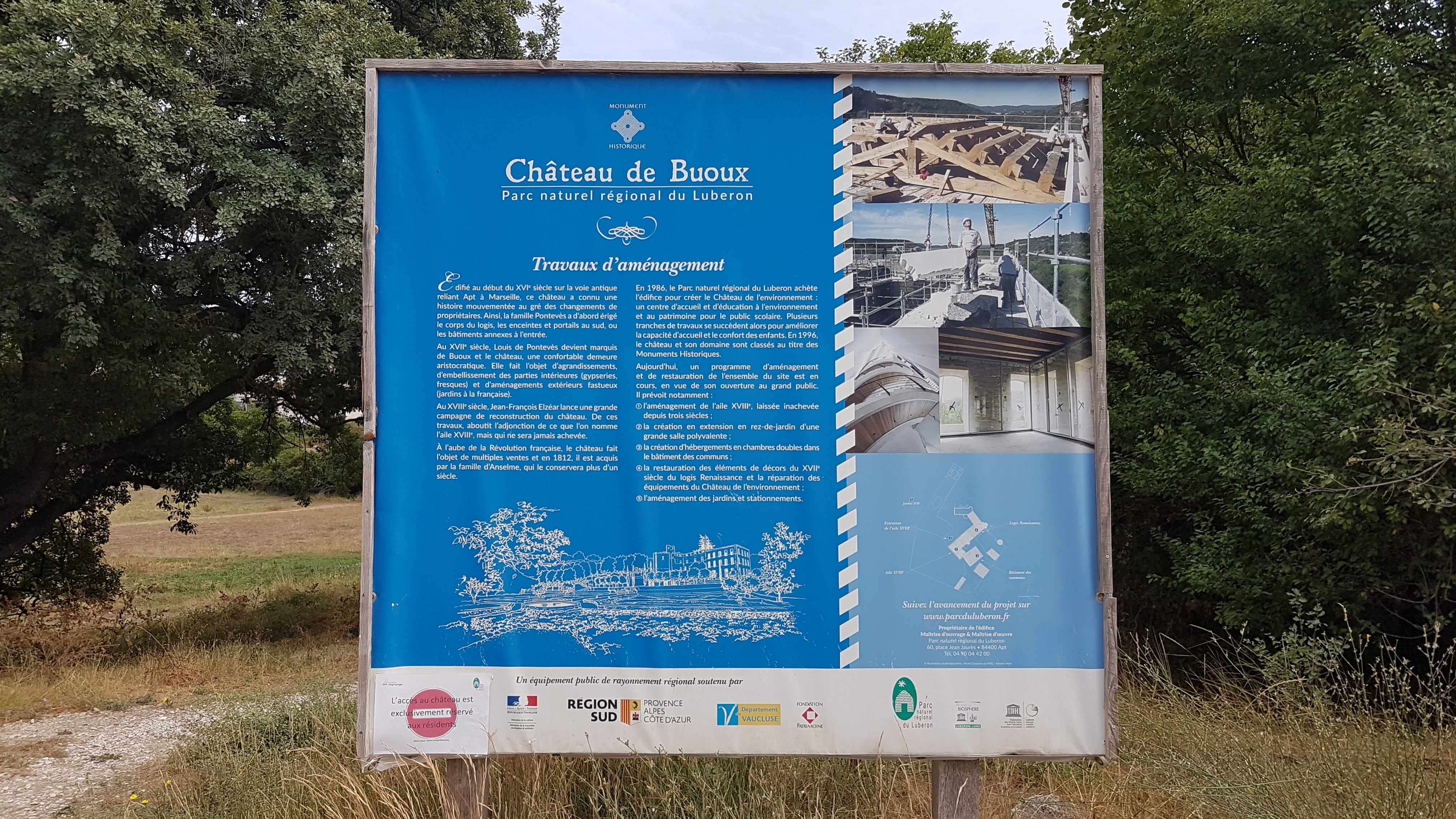
Château de Buoux, panneau d'information sur les travaux d'aménagement par le Parc naturel régional du Luberon

## Parc et jardins du château
Le jardin originel du château est composé comme des jardins à la française, au nord du bâtiment principal.

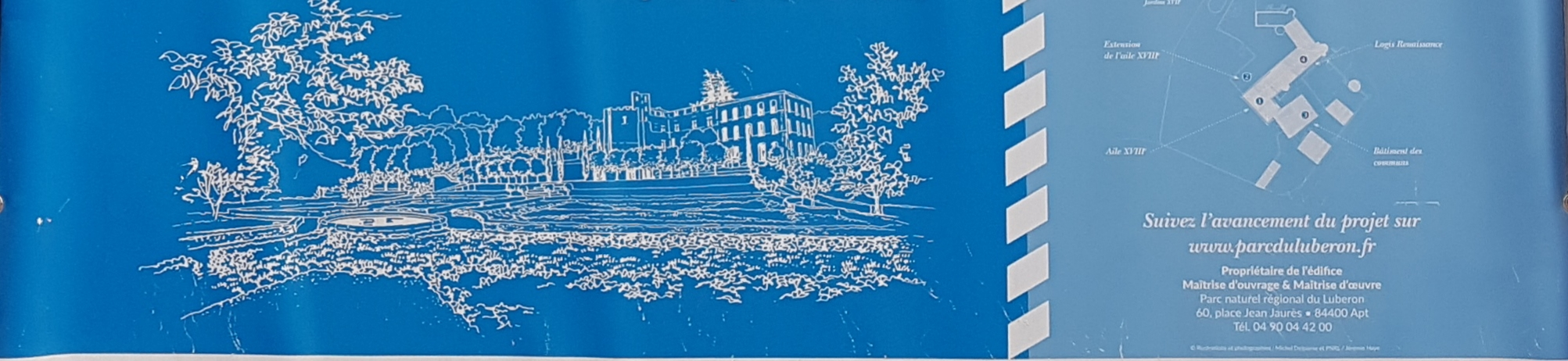
Château de Buoux, plan et croquis des jardins à la française (Parc naturel régional du Luberon)

## Activités modernes au château
De nos jours, le château de Buoux a plusieurs fonctions : accueil de scolaires, centre d'hébergement des centres Léo Lagrange, château de l'Environnement, pour le parc naturel régional du Luberon et centre régional de sauvegarde de la faune sauvage.